# Палибин, Никифор Алексеевич
Никифор Алексеевич Палибин (1811—1861) — заслуженный профессор уголовного и гражданского права.

## Биография
Родился 12 (24) октября 1811 года.
В 1831 году со степенью кандидата окончил философско-юридический факультет Санкт-Петербургского университета. С 1833 года читал в университете, в качестве адъюнкта профессора Врангеля, курс лекций «Право состояний»; в 1835 году, защитив диссертацию «О характере уголовных законов Русской Правды, Судебника и Уложения», получил степень магистра; в 1836/1837 учебном году читал курс лекций «Основные законы и законы состояний».
С 1836 года служил в Провиантском департаменте Военного Министерства; с 1837 года, уволившись из университета, читал лекции в Артиллерийском училище; с 1838 года — в Инженерном, по военно-уголовным законам, а также в училище правоведения, в качестве преподавателя государственного права; с 1841 года — в школе гвардейских подпрапорщиков, до самой смерти 3 (15) декабря 1861 года. Был похоронен на Смоленском кладбище, «под церковью Смоленской Божией матери».
С 6 декабря 1852 года имел чин действительного статского советника; был награждён орденами Св. Владимира 3-й степени, Св. Анны 2-й степени с императорской короной и Св. Станислава 1-й степени.